# Dalton (Lancashire)
Dalton – wieś w Anglii, w hrabstwie Lancashire, w dystrykcie West Lancashire. Leży 37 km na zachód od miasta Manchester i 290 km na północny zachód od Londynu.